# Podróż apostolska Jana Pawła II do Brazylii (1991)
Podróż apostolska Jana Pawła II do Brazylii – pielgrzymka papieża Jana Pawła II do Brazylii, która odbyła się w dniach 12-21 października 1991. Była to 53. zagraniczna podróż Jana Pawła II, druga do Brazylii (pierwsza w 1980 r., czasem za wizytę w tym kraju uznaje się krótki postój w 1982 r. w drodze do Argentyny).

## Przebieg pielgrzymki
Brazylia znajdowała się w tym czasie w kryzysie społecznym i gospodarczym. W kraju panowała ogromna inflacja, toczył się spór o reformę rolną, problemem były również dzielnice nędzy w wielkich miastach. Jan Paweł II w trakcie konferencji prasowej na pokładzie samolotu w drodze do Brazylii powiedział, że jednym z celów pielgrzymki jest wsparcie Kościoła brazylijskiego w walce z problemem nierówności społecznych. Podczas przemówień papież poruszał jednak wiele innych tematów: wiary, pobożności eucharystycznej, ewangelizacji, rodziny. 
Jan Paweł II przybył do Brazylii 12 października 1991 r. na zakończenie XII Narodowego Kongresu Eucharystycznego w Natal. W ciągu 10 dni pielgrzymki odwiedził 10 miast, stolic brazylijskich stanów: Natal, São Luís, Brasílię, Goiânię, Cuiabę, Campo Grande, Florianópolis, Vitórię, Maceió i Salvador. Wygłosił 32 homilie i przemówienia podczas mszy i spotkań, m.in. z biskupami, księżmi, seminarzystami, zakonnicami, ludźmi świeckimi, chorymi, Indianami, protestantami, żydami, młodzieżą i dziećmi. Najczęściej poruszanym problemem były nierówności społeczne oraz konieczność solidarności społecznej. 18 października we Florianópolis beatyfikował siostrę Paulinę od Serca Jezusa, znaną z pomocy ubogim. W Salvadorze odwiedził w szpitalu siostrę Irmę Dulce, również oddanej pracy na rzecz ubogich. Dużo uwagi Jan Paweł II poświęcił również rodzinie i moralności seksualnej, czym doprowadził nawet do krótkotrwałego wzrostu dzietności w Brazylii.